# Sund (Finlandia)
Sund è un comune finlandese di 1001 abitanti, situato nella regione delle Isole Åland.

## Società

### Lingue e dialetti
Lo svedese è l'unica lingua ufficiale di Sund; 6,6% parlano altre lingue, compreso il finlandese (3,7%).
| %     | Ripartizione linguistica (gruppi principali) |
| ----- | -------------------------------------------- |
| 93,4% | madrelingua svedese                          |
| 3,7%  | madrelingua finlandese                       |